# Julius von Newald

Julius von Newald (1879)

Julius Newald, seit 1874 Ritter von Newald (* 11. April 1824 in Neu-Titschein, Mähren; † 17. August 1897 in Wien) war ein österreichischer Jurist und Bürgermeister von Wien.

## Leben und Wirken
Newald war der Sohn des Buchhändlers Anton Newald († 1834) und dessen Gattin Barbara Zimmer, Bruder des Johann Newald. Newald besuchte das Gymnasium in Troppau und kam 1843 nach Wien, wo er an der Universität seine juridischen Studien abschloss (Dr. jur. 1849) und bei Advokaten, Notaren und der Staatsanwaltschaft praktizierte; 1855 suchte er um die Stelle eines öffentlichen k. k. Zivil- und Militäragenten an. Julius von Newald war ab 1864 Mitglied des Wiener Gemeinderats, 1868 wurde er 2. und 1869 1. Bürgermeister-Stellvertreter. Im Jahr 1878 wurde er zum Bürgermeister von Wien gewählt. 
Politische Anliegen Newalds waren die Bauordnung, die Wiener Donauregulierung, der Bau der I. Wiener Hochquellenwasserleitung und der Neubau des Wiener Rathauses. Er trat 1882 nach dem Ringtheaterbrand als Bürgermeister von Wien zurück, obwohl ihn an der Katastrophe nachweislich keine Schuld traf. Von 1878 bis 1883 war er auch Abgeordneter zum Landtag von Niederösterreich.
Im Jahr 1898 wurde in Wien-Alsergrund (9. Bezirk) die Newaldgasse nach ihm benannt.